# Gęśnica fiołkowa

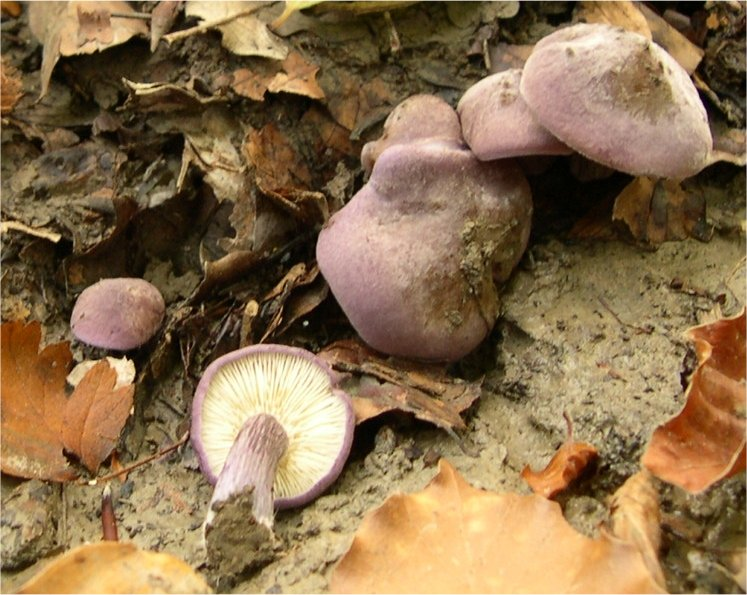

Gęśnica fiołkowa (Calocybe ionides (Bull.) Donk) – gatunek grzybów z rodziny kępkowcowatych (Lyophyllaceae). 

## Systematyka i nazewnictwo
Pozycja w klasyfikacji według Index Fungorum: Calocybe, Lyophyllaceae, Agaricales, Agaricomycetidae, Agaricomycetes, Agaricomycotina, Basidiomycota, Fungi.
Po raz pierwszy takson ten zdiagnozował w 1792 r. Jean Baptiste François Pierre Bulliard nadając mu nazwę Agaricus ionides. Obecną, uznaną przez Index Fungorum nazwę nadał mu Marinus Anton Donk w 1962 r.
Ma kilkanaście synonimów. Niektóre z nich to:
- Lyophyllum ionides (Bull.) Kühner & Romagn. 1953
- Rugosomyces ionides (Bull.) Bon 1991
- Tricholoma ionides var. farinaceum A.H. Sm. 1944

Nazwę polską zaproponował Władysław Wojewoda w 2003 r. Stanisław Chełchowski w 1898 r. opisywał ten gatunek pod nazwą bedłka fiołkowa.

## Morfologia
Kapelusz
Średnica 3–6 cm. Powierzchnia o barwie fiołkowoniebieskiej, fioletowej lub purpurowofioletowej, na środku czasami ciemniejsza. Brzegi młodych owocników oszronione.
Blaszki
Blaszki o barwie od białej do jasnokremowej. Ostrza karbowane.
Trzon
Wysokość 3–4 cm. Tej samej barwy co kapelusz, górą ciemniejszy. Powierzchnia włókienkowata.
Miąższ
Białawy, nie zmieniający barwy po przecięciu. Ma łagodny smak i zapach świeżej mąki.
Wysyp zarodników
Biały. Zarodniki 4,5–6 × 2,5–3 μm, elipsoidalne, gładkie.

## Występowanie i siedlisko
Znane jest występowanie tego gatunku na nielicznych stanowiskach w Ameryce Północnej i Azji o raz w licznych krajach Europy. W. Wojewoda w zestawieniu wielkoowocnikowych grzybów podstawkowych Polski w 2003 r. przytoczył 5 stanowisk i proponował umieszczenie go na czerwonej liście gatunków zagrożonych w kategorii R – gatunki potencjalnie zagrożone z powodu ograniczonego zasięgu geograficznego i małych obszarów siedliskowych. Bardziej aktualne stanowiska podaje internetowy atlas grzybów. Znajduje się w nim na liście gatunków zagrożonych i wartych objęcia ochroną.
Grzyb saprotroficzny. Okazy znalezione w Polsce rosły w lesie, zaroślach i w parku na ziemi, wśród opadłych liści od lipca do września.